# Église Sainte-Madeleine de Villeneuve
Pour les articles homonymes, voir Église Sainte-Madeleine.
L'église Sainte-Madeleine de Villeneuve est une église située à Villeneuve dans le département de l'Ain.

## Histoire

### Première église
Une première église a existé au même emplacement, que l'on suppose romane, mais dont la mention la plus ancienne remonte seulement à 1643. Le compte-rendu d'une visite pastorale en 1654 indique qu'à l'intérieur, la charpente est apparente, comme à la chapelle de Chanteins. À la suite de la Révolution française, les paroisses de Chanteins et d'Agnereins sont dissoutes : tous les paroissiens se rendent donc à l'église Sainte-Madeleine qui se retrouve rapidement trop petite. Elle est donc détruite en 1832 pour reconstruction. Il semble qu'une partie significative de matériaux sont récupérés de la première église pour la construction de la seconde.

### Seconde église
Elle est pensée autour d'une seule nef avec avant-chœurs et absides voûtées. L'église comporte initialement deux chapelles : la première dédiée à la sainte Vierge et la seconde à sainte Madeleine. La façade et fronton à l'Ouest (entrée principale) sont réalisées en 1843.
Une restauration extérieure a été réalisée en 1986. Des restaurations intérieures ont été réalisées en 1963 puis 1994.

## Description

### Mobiliers
L'inventaire du mobiliers laisse apparaître une certaine variété de pièces. Entre autres :
- grand Christ en bois du XVIIIe siècle provenant de la chapelle de Chanteins ;

- des statues en bois d'une Vierge à l'Enfant, de saint Roch, de saint Paul, de sainte Madeleine ;

- des statues en plâtre du curé d'Ars et de sainte Thérèse de Lisieux ;

- les vitraux datant tous du XIXe siècle (spécifiques à la seconde église).